# Power It Up
Power It Up Ist eine deutsche Underground-Plattenfirma für Punk, Metal, Grindcore und Power Violence, mit Sitz in Peine, die seit 2002 regelmäßig Tonträger veröffentlicht. Seinen 25. Geburtstag feierte das Label, dessen Ursprung im Verkauf von Second-Hand-Platten liegt, aber 2018.
Im Katalog des Labels finde sich neben ganzen Alben auch (Split-)EPs und Kompilationen, z. B. Extreme Noise Terrror, Rotten Sound, General Surgery Misery Index, Yacöpsae, Lock Up, O.H.L., Inferno Stoßtrupp, Brutal Verschimmelt und weitere. Auch gibt es drei Tribute Compilations A Tribute to Nasum (2009) zu Ehren der Grindcore-Band Nasum (u. a. mit Coldworker, Deathbound, Leng Tch’e, Misery Index und Rompeprop) und Undead - A Tribute to Disrupt zu Ehren von Disrupt (2013, u. a. mit Entrails Massacre und Slavebreed) und Tribute to Warsore.

## Veröffentlichungen (Auswahl)
- Agathocles – Baltimore Mince Massacre (2020)
- Cripple – Variante Alla Morte  (2009)
- Coldworker – Coldworker / Deathbound (7"-Split, 2009)
- Deathbound – We Deserve Much Worse (2008)
- Disrupt – Demo "88" (2019)
- Emils – Fight Together For (2018)
- Entrails Massacre – Decline of Our Century (2013)
- Gadget / Phobia – Gadget / Phobia (Split, 2010)
- Jigsore Terror – World End Carnage (2005)
- Keitzer – Descend Into Heresy (2011)
- Lock Up – Hate Breeds Suffering (2012)
- Mastic Scum – The EP's Collection 1993-2002 (Kompilation, 2007)
- Nasum – Domedagen (2014)
- OHL – Die Impact Jahre I (Do.-LP, Kompilation, 2021)
- Righteous Pigs – Stress Related (2011)
- Terveet Kädet – The Horse (2005)
- Ulcerous Phlegm – Phlegm as a Last Consequence (Kompilation, 2015)
- Various – A Tribute to Nasum (Kompilation, 2009)
- Various – Undead - A Tribute to Disrupt (Kompilation, 2013)
- Χειμερία Νάρκη – Στη Σιωπή Της Αιώνιας Θλίψης (2003)
- Yacøpsæ – Fastcoregraphy (Kompilation, 2007)